# Träbyggnad

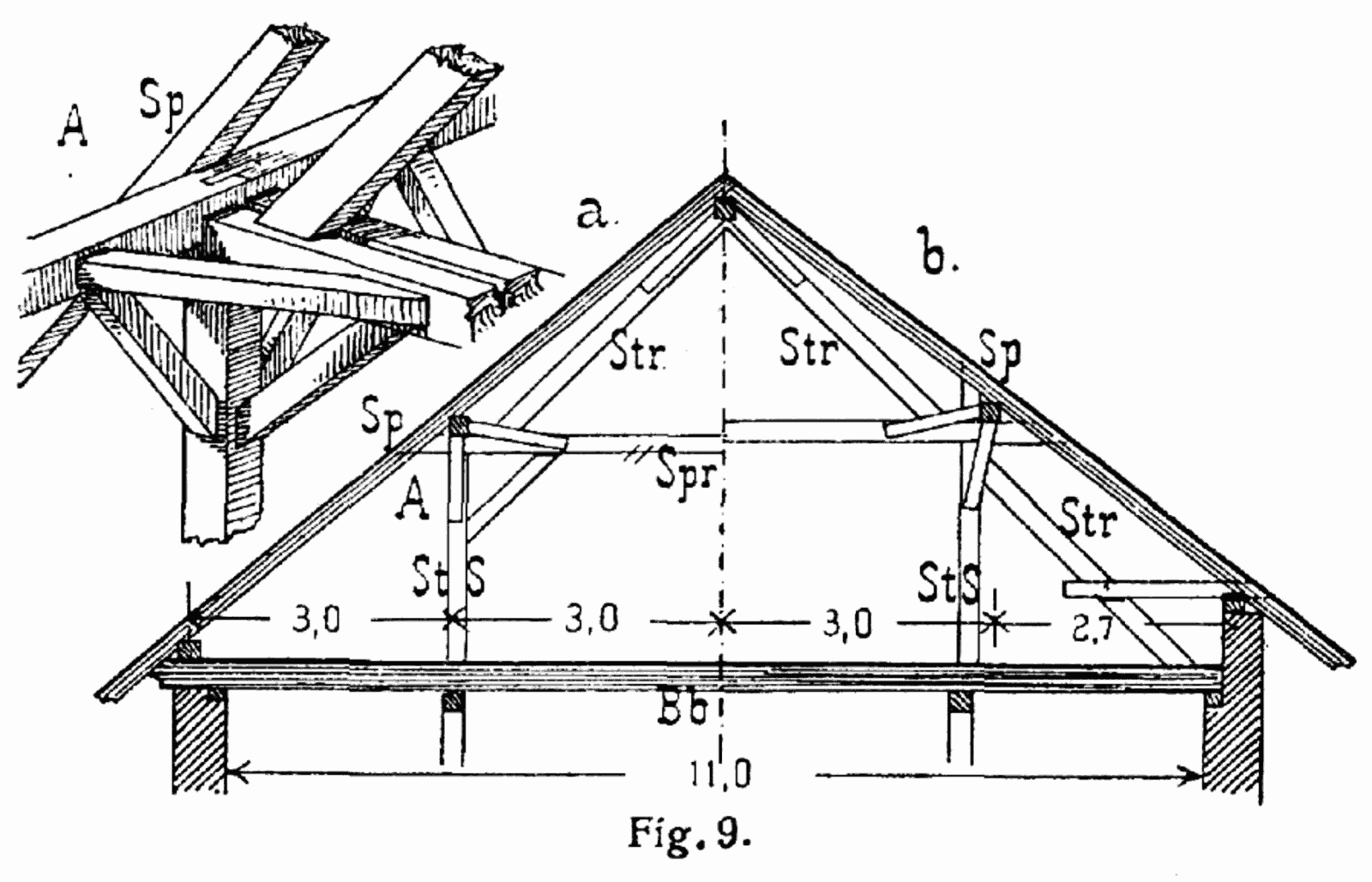
Takstol.

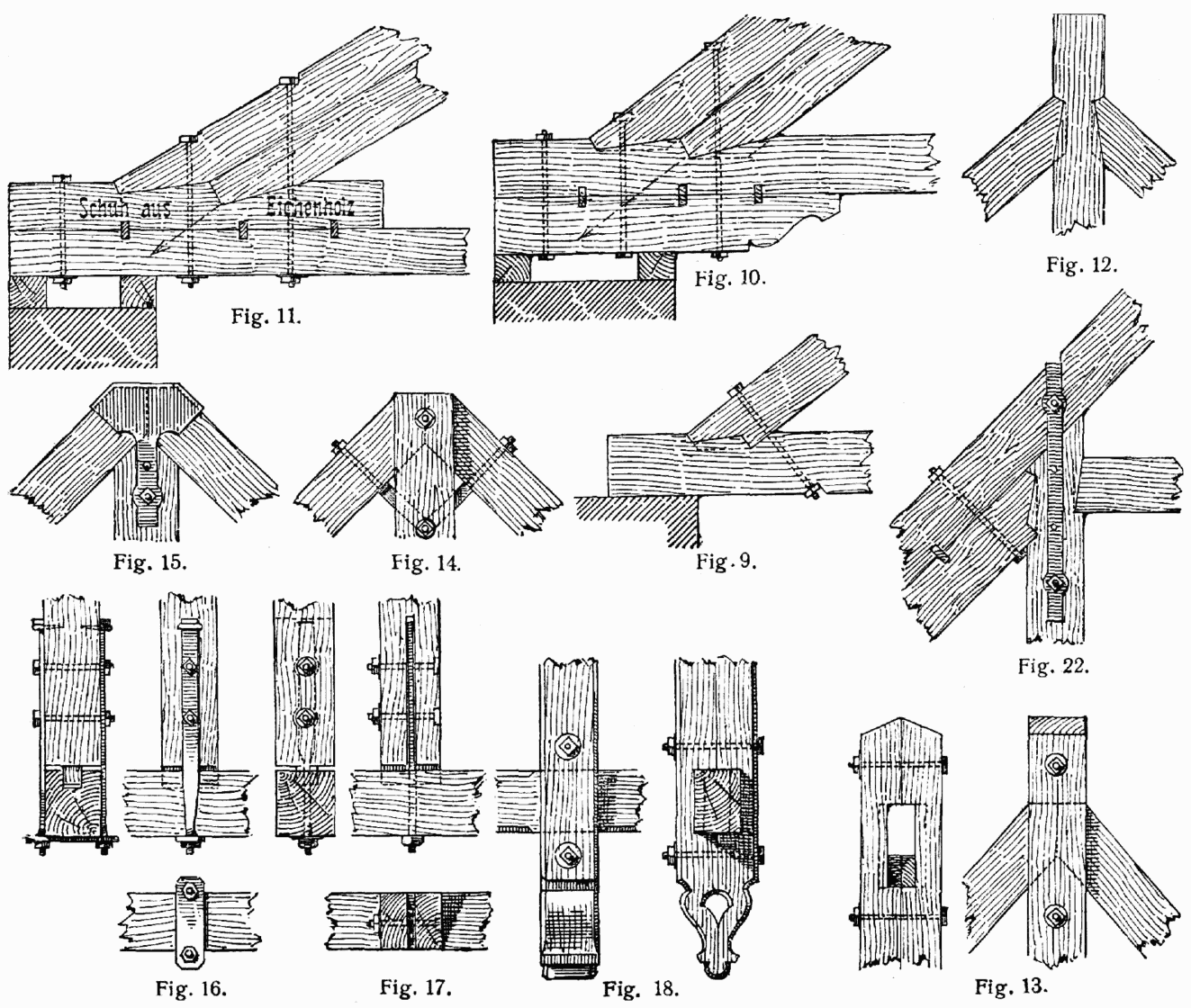
Detaljer.

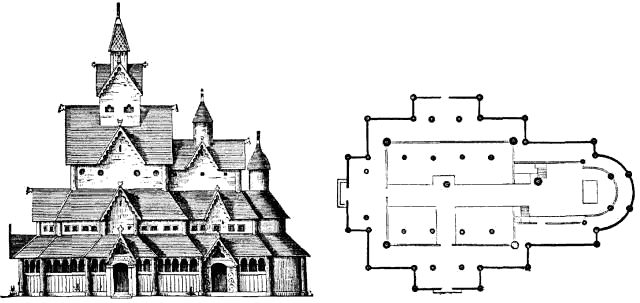
Träkyrka.

Träbyggnad är läran om konstruktion, tillverkning, montage etc av byggnader och andra konstruktioner av eller med bärande delar av trä, så som trähus, träbroar, limträhallar med mera, det vill säga träbyggnadskonst.